# Horace Capron

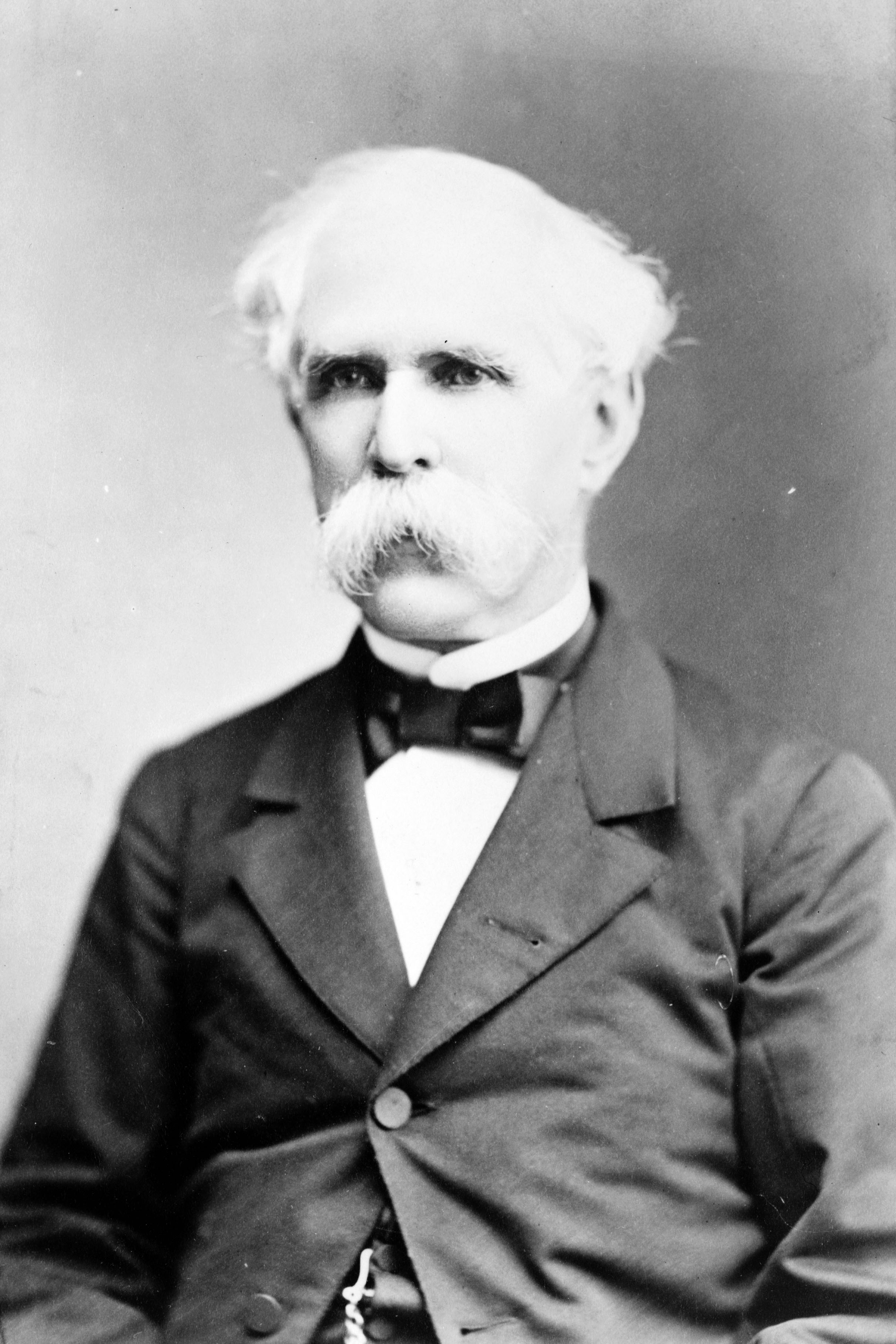
Horace Capron

Horace Capron (geboren 31. August 1804 in Attleboro, Massachusetts, Vereinigte Staaten; gestorben 22. Februar 1885 in Washington, D.C.) war ein US-amerikanischer Offizier, der als Agrarexperte in Japan tätig war.

## Leben und Werk
Horace Capron war Absolvent der Militärakademie der Vereinigten Staaten. Während des Sezessionskriegs diente er in der Unionsarmee, wurde mit der Medal of Honor ausgezeichnet und ging als Generalmajor in den Ruhestand und wurde Landwirtschaftsminister in der Regierung von U. Grant-Regierung.
Im Jahr 1870 wurde Kuroda Kiyotaka (1840–1900), Vizeminister der Entwicklungsmission (開拓使, Kaitaku-shi), von der japanischen Regierung in die Vereinigten Staaten entsandt, weil man die Förderung von Hokkaidō-Entwicklungsprojekten als dringende Angelegenheit ansah. Man bat Grant, Capron als „O-yatoi gaikokujin“ die Einreise nach Japan zu gestatten.
Infolgedessen wurde Capron im folgenden Jahr, begleitet von einer großen Anzahl amerikanischer Ingenieure, zum Berater der Entwicklungsmission ernannt. Er formulierte Richtlinien und leitete die Entwicklung auf der Grundlage umfassender Pläne, darunter detaillierte Erhebungen und Messungen der Topographie und Minen von Hokkaidō. So kam es zur Einführung einer landwirtschaftlichen Bewirtschaftung nach westlichem Vorbild und die Einrichtung landwirtschaftlicher Bildungseinrichtungen. Im Juni 1875 beendete er seine Tätigkeit in Japan und kehrte in die USA zurück.
Obwohl Capron nur drei Jahre und zehn Monate in Japan blieb, war der „Capron-Bericht“, den er nach seiner Rückkehr aus Japan hinterließ, der Kern der weiteren Pläne. Vieles davon wurden dann tatsächlich umgesetzt, wie beispielsweise 1875 die Gründung der „Sapporo Agricultural College“ (札幌農学校, Sapporo nōgakkō), die dann letztlich 1918 in der Universität Hokkaidō integriert wurde.
Auf Caprons Vorschlag hin sollten fünf Mädchen, darunter Tsuda Umeko (1864–1929), im Rahmen der Iwakura-Mission 1871 in die Vereinigten Staaten geschickt werden, wo sie studieren sollten. Zurück in den vereinigten Staaten, stelle er sein Haus für die Japanische Botschaft zur Verfügung. Er starb im Alter von 82 Jahren in Washington D.C.